# Bromus haussknechtii
Bromus haussknechtii är en gräsart som beskrevs av Pierre Edmond Boissier. Bromus haussknechtii ingår i släktet lostor, och familjen gräs. Inga underarter finns listade i Catalogue of Life.